# Youssef Michte
Youssef Michte (ur. 1 stycznia 1999) – marokański piłkarz występujący na pozycji defensywnego pomocnika w klubie Olympic Safi.

## Kariera klubowa
Jest zawodnikiem Olympic Safi. W tej drużynie zadebiutował 21 września 2020 w przegranym 5:2 meczu przeciwko FUSowi Rabat. Na boisku pojawił się w 75. minucie w miejsce Hamzy Khabby, a 12 minut później otrzymał żółtą kartkę.
Według stanu na 7 lutego 2022 rozegrał 32 mecze w GNF 1.

## Statystyki
Stan na 7 lutego 2022
| Sezon   | Klub         | Kraj   | Rozgrywki | Mecze | Gole |
| ------- | ------------ | ------ | --------- | ----- | ---- |
| 2019/20 | Olympic Safi | Maroko | GNF 1     | 4     | 0    |
| 2020/21 | Olympic Safi | Maroko | GNF 1     | 13    | 0    |
| 2021/22 | Olympic Safi | Maroko | GNF 1     | 15    | 0    |